# Raymond Clarinard
Œuvres principales
- L'Ombre de Mars
- La Cité sans mémoire

Raymond Clarinard, né en 1961 à Bergerac, est un écrivain français de science-fiction et rédacteur en chef adjoint chez Courrier international.

## Œuvre
- L'Ombre de Mars, Fleuve noir, 1997Écrit avec Mikaël Ollivier.
- La Cité sans mémoire[1], Fleuve noir, 1998
- E-den, Thierry Magnier, 2004Écrit avec Mikaël Ollivier.
- Le Rêveur orbital, Florent Massot présente, 2004